# داستان پلیانا دختر عشق
داستان پلیانا، دختر عشق (به ژاپنی: 愛少女ポリアンナ物語، به انگلیسی: The Story of Pollyanna, Girl of Love) یک مجموعه تلویزیونی انیمه ۵۱ قسمتی است که توسط استودیو نیپون انیمیشن ساخته شده‌است. پخش آن از ۱۲ ژانویه ۱۹۸۶ در شبکه فوجی تلویژن آغاز شده و تا ۲۸ دسامبر ۱۹۸۶ ادامه داشته‌است.